# Хайдра
Хайдра — газовое месторождение в Западной пустыне Египта. Открыто в 2008 году.
Продуктивные горизонты представлены меловыми и юрскими отложениями. Начальные запасы природного газа оценивается 10 млрд м³. Оператором месторождение является американская нефтяная компания Apache Corporation.